# Laubsturm
Laubsturm (Originaltitel: La Hojarasca) ist der erste Roman des kolumbianischen Schriftstellers  Gabriel García Márquez. Er erschien 1955 und spielt wie das Hauptwerk des Autors Hundert Jahre Einsamkeit in der fiktiven Stadt Macondo. Zur Zeit der kurzen wirtschaftlichen Blüte Anfang des 20. Jhs. kamen mit dem „Laubsturm“ viele Fremde in das Dorf, die das Leben der Menschen in Verwirrung brachten. Die deutsche Übersetzung von Curt Meyer-Clason wurde 1975 publiziert.

## Überblick
Wie im Vorwort beschrieben spielt die Handlung in der Zeit einer durch die Bananengesellschaft bewirkten kurzen wirtschaftlichen Blüte der fiktiven Stadt Macondo. Durch den Bau einer Eisenbahnlinie konnten die landwirtschaftlichen Produkte der Plantagen leicht abtransportiert werden. Neue Arbeitsplätze entstanden und die Menschen hatten Geld zum Konsumieren, was den Wirtschaftskreislauf anschob. Diese Entwicklung wird metaphorisch durch den „Laubsturm“ ausgedrückt: „kunterbunt, zerzaust, zusammengefegt, aus dem menschlichen und materiellen Abfall der anderen Dörfer, Ausschuß eines Bürgerkrieges der immer ferner und unwahrscheinlicher schien.  […] Er vergiftete alles mit seinem buntgewürfelten Geruch, Geruch von menschlichen Ausdünstungen und verstecktem Tod. […] Und vermengt mit dem menschlichen Laubsturm, mitgerissen in seiner ungestümen Kraft, kam der Abfall der Kaufläden, der Krankenhäuser, der Vergnügungssalons, der Kraftwerke, Abfall von alleinstehenden Frauen und Männern, die ihren Maulesel an einem Hotelpfosten banden und als einziges Gepäck eine Holztruhe mitbrachten oder ein Kleiderbündel und nach wenigen Monaten ein eigenes Haus besaßen, zwei Konkubinen und den militärischen Rang, den man ihnen schuldig war, weil sie zu spät am Krieg teilgenommen hatten.“  Zur Handlungszeit des Romans 1928 ist die Bananengesellschaft bereits abgewandert und hat ausgelaugte Felder und Menschen ohne Arbeit und Perspektiven zurückgelassen. Für einen Wiederaufbau haben sie allein keine Kraft. „Alles hatte der Laubsturm mitgebracht, alles hatte er mitgenommen.“ Am Ende blickt Isabel auf ihr Haus: „Erschüttert vom unsichtbaren Hauch der Zerstörung steht auch es am Vorabend eines stillschweigenden, endgültigen Zusammenbruchs. Ganz Macondo befindet sich in dieser Verfassung. […] Wir sind an diese Scholle gebunden durch ein Zimmer voller Truhen, in denen noch die Hausgeräte und Kleider der Großeltern verwahrt sind […] und die Pferdedecken meiner Eltern, als diese auf der Flucht vor dem großen Krieg in Macondo einritten.“ (Kp. 11)
Drei Erzähler, der alte Oberst der Republik, seine ca. 30-jährige Tochter Isabel und ihr kaum elf Jahre alter Sohn, warten in einer halbstündigen äußeren Handlung am Mittwoch, dem 28. Sept. 1928, auf die Bestattungsgenehmigung für die Leiche des Doktors, der sich in seinem Haus erhängt hat. In dieser Zeit erinnern sie sich  an die Geschichten Macondos, die der Familie des Obersts und seiner Tochter sowie an die des Doktors. In dieser inneren Handlung liegt der Schwerpunkt des Romans, in dessen Verlauf durch die verschiedenen Perspektiven ein mosaikartig zusammengesetztes Bild entsteht: mit zwei Fremden im Zentrum, die in das Leben der Familie des Obersts, des Dienstmädchens Meme und Isabels eingreifen.
| → Kapitelübersicht |
| Motto: Zitat aus Sophokles‘ Antigone, die ihren Bruder gegen den Befehl des Regenten bestattet. Vorwort (1909): Mit dem Eisenbahnbau der Bananengesellschaft kam der Laubsturm nach Macondo. 1 Einsargung der Leiche (Erzähler: Der Junge) – Angst vor gesellschaftlichen Repressionen (Isabel) – Zimmer des Toten (Der Junge) – Versuch des Bürgermeisters, die Beerdigung zu verhindern (Oberst) 2 Erinnerungen an Meme (Isabel) – Verhandlung mit dem Bürgermeister über die Freigabe der Leiche (Oberst) – Besuch in Memes Laden, ihre Erinnerung an die Ankunft des Obersts in Macondo und an Isabels Mutter (Isabel) 3 Ankunft des Priesters „Der Hund“ und des Doktors in Macondo (Oberst) 4 Vogeljagd mit seinem Freund Abraham (Der Junge) – Der Doktor im Haus des Obersts (Oberst) 5 Unterschiedlicher Rhythmus von innerer und äußerer Zeit (Isabel) – Gerüche (Der Junge) 6 Die Praxis des Doktors und ihre Schließung durch die Behörde (Oberst) – Verlobung mit Martin (Isabel) 7 Der Doktor und die Friseurstochter (Oberst) – Adelaida beklagt die Undankbarkeit des Doktors ihrer Familie gegenüber (Isabel) 8 Heirat mit Martin (Isabel) – Gespräch mit dem Doktor über das Leben mit und ohne Gott (Oberst) 9 Finanzielle Unterstützung Martins und Auszug des Doktors und Memes aus dem Haus (Oberst) 10 Die behinderte Lucrecia (Der Junge) – Gespräch mit dem Doktor über Meme nach der Hausdurchsuchung (Oberst) – Martins Sohn (Isabel) 11 Adelaides Ablehnung, zur Beerdigung zu kommen (Oberst) – Letzter Besuch des Doktors beim kranken Oberst (Isabel) – Weigerung des Doktors, nach einem Überfall auf Macondo die Verwundeten zu behandeln (Oberst) – Bestattungsgenehmigung des Bürgermeisters und Blick auf das vor dem Zusammenbruch stehende Macondo (Isabel) – Der Sarg wird ins Freie getragen (Der Junge) |

## Handlung
Ende des 19. Jhs. siedeln sich der im 85er Krieg zu Ansehen gelangte Oberst der Republik und seine unter ihrer Schwangerschaft leidende Frau nach langer Wanderschaft durch das vom Bürgerkrieg verheerte Land im friedlichen Macondo an. Die Frau stirbt bei der Geburt ihrer Tochter Isabel (1898). Im Jahr darauf heiratet der Oberst Adelaida (Kp. 2), die gemeinsam mit dem Guajiro-Pflegekind und Dienstmädchen Meme das Kind aufzieht. Das Gut wird von vier Landarbeitern bewirtschaftet.
1903 kommt ein Fremder, der Doktor, mit einem Empfehlungsschreiben des obersten Heeresverwalters Aureliano Buendia zum Oberst (Kp. 3) und er nimmt aus Pflichtgefühl den Gast acht Jahre lang in sein Haus auf. Der Doktor ist ein seltsamer, unzugänglicher Mensch, der sich vegetarisch ernährt, nicht auf sein Aussehen achtet und nachts unruhig im Zimmer herumwandert, als müsse er sich mit seiner schweren Vergangenheit auseinandersetzen. Er gilt als unhöflich, weil er Frauen mit lüsternen Blicken verfolgt, und wird wegen seines unangepassten schroffen Verhaltens von Adelaida abgelehnt. Der Oberst kennt nicht seinen Namen noch seine Biographie, doch im 11. Kp. erinnert er sich in schwerkranker Verfassung an die Erscheinung eines rätselhaften Militärs, Herzog von Malborough genannt, im 1885er Krieg. Er spürt eine Geistesverwandtschaft mit dem Gast, fühlt sich mit seiner unwiderruflichen trostlosen Verlassenheit, der „labyrinthischen Einsamkeit“ und der „gequälten Gleichgültigkeit, mit der er dem Schauspiel des Lebens beiwohnt[-]“  eng verbunden und hat den Wunsch, ihn zu beschützen. Während der Oberst jedoch im christlichen Glauben auf die Rettung der Seelen hofft, ist der Doktor offenbar Agnostiker. Er zieht sich vor der Übermacht der Natur und der Geschichte in Resignation zurück und empfindet alles Handeln letzten Endes als sinnlos (Kp. 8). Weil er der einzige im Dorf ist, der die Bewohner ärztlich versorgen kann, richtet er im Haus des Obersts eine Praxis ein und verdient damit recht viel Geld, das er in eine Schublade stopft. Was davon übrig bleibt gibt er später, nach seiner Aussage, Meme mit auf ihre Reise. Vier Jahre nach seiner Ankunft wird in der durch den Bau einer Eisenbahnlinie prosperierenden Siedlung ein ärztlicher Beratungsdienst eingerichtet. Jetzt fragt man den Doktor nach seinem Diplom, er legt keines vor und erhält keine Lizenz für seine Praxis (Kp. 6). Er behandelt von jetzt an keine Kranken mehr, auch nicht Meme und den Oberst, was ihm Adelaida zum Vorwurf macht. Später gibt er als Grund seiner mangelnden Empathie die Einsicht an, als Arzt nicht helfen zu können (Kp. 10). Das Verhalten des Doktors verändert sich nach einiger Zeit: Sauber gekleidet und parfümiert geht er täglich zum Gespräch mit den Kunden in den Laden des Friseurs, angeblich hat er Interesse an der Tochter, die durch den unsichtbaren Geliebten „verhext“ in ihrem Zimmer sitzt. Dann beginnt er ein Verhältnis mit Meme. Der Oberst ermahnt ihn, mit dem Mädchen nicht in einer illegalen sexuellen Beziehung zusammenzuleben und gegen die religiösen und gesellschaftlichen Regeln zu verstoßen und weist ihn aus seinem Haus (Kp. 9). Beide verlassen die Familie des Obersts und ziehen ins Eckhaus, wo Meme kurz darauf eine Gemischtwarenhandlung eröffnet, Näharbeiten für ihre Nachbarinnen übernimmt und Gemüse im Innenhof anbaut. Eine Schwangerschaft wird vom Arzt unterbrochen, bei einer zweiten verweigert Meme die Abtreibung. An das Schicksal des Kindes kann sich der Doktor später auf die Frage des Obersts nicht mehr erinnern.
Im Februar 1915 kommt ein von den Mädchen des Dorfes bewunderter junger Mann namens Martin für einige Tage zu einer Trauerfeier nach Macondo und sieht dort Isabel. Er erzählt ihr, dass er gerne für immer in Macondo leben würde, und rät ihr nach einem Horoskop zu handeln: „Zählen Sie sieben Sterne und Sie werden von mir träumen“  (Kp. 6). Auch sie macht sich Gedanken über eine Heirat und denkt an eine Wohnung im vom Doktor verlassenen Zimmer. Dieses ist von ihrer Stiefmutter aus Furcht vor der durch den unsittlichen Doktor ausgelösten Magie des Raumes verschlossen worden und soll nie mehr benutzt werden. Im Juli kehrt Martin zurück und vereinbart mit dem Oberst die Verlobung und den Hochzeitstermin. Die Braut folgt der väterlichen Entscheidung und alles läuft nach gesellschaftlichen Konventionen ab. Die beiden treffen sich nur in Begleitung Adelaidas bei Spaziergängen  durch die Pflanzungen oder beim Abendessen. Isabel richtet in der Zeit der Abwesenheit des Bräutigams mit ihrer Stiefmutter die Aussteuer, näht ihr Brautkleid und wird dann im Dezember mit einem Mann getraut, den sie eigentlich nicht kennt und der ihr nicht real erscheint. Zwei Jahre nach der Hochzeit (1919) bricht er zu einer Reise auf, um ein mit dem Schwiegervater besprochenes und von diesem mit Schuldverschreibungen finanziertes Projekt anzugehen. Er verspricht, seine Frau und den Sohn nachzuholen, aber Isabel hört nichts mehr von ihm (Kp. 6 und 7). Ihr Kind erinnert sie in seiner Entwicklung, in seinem „abwesende[n} Gesichtsausdruck, der nichts zu fragen scheint“, in seiner „verlorene[n], kalte[n] Gleichgültigkeit“  immer mehr an seinen Vater und sie fürchtet: „Meine ganzes Opfer für diesen Sohn wird vergebens sein […] Vergebens werde ich Gott bitten, daß er einen Menschen aus Fleisch und Blut aus ihm macht, der Gehalt hat, Gewicht und Farbe wie die Menschen. Vergebens jedoch ist all das, solange er den Keim seines Vaters im Blut trägt.“ (Kp. 10)
Nach sechs Jahren Konkubinat verschwindet Meme 1917, im Jahr von Isabels Hochzeit, aus dem Dorf. Bei ihrem letzten Gespräch mit Isabel wirkt sie unglücklich. Es gibt Gerüchte, der Doktor habe sie getötet und verscharrt. Darauf wird der Garten ohne Ergebnis umgegraben. Der Doktor sitzt völlig apathisch in seinem Zimmer und erzählt dem Oberst, Meme habe ihren Koffer gepackt und ihn verlassen (Kp. 10). Ein Jahr später (1918) weigert sich der Doktor, im Bürgerkrieg  verwundete Soldaten zu behandeln mit der Begründung, er könne ihnen nicht helfen. Der Oberst und der Priester „Der Hund“ verhindern, dass die erregte Menge sein Haus anzündet. Seither wird er aus der Dorfgemeinschaft ausgeschlossen und lebt verachtet und isoliert wie ein Leichnam allein im Haus. Nach seinem Selbstmord versucht der Bürgermeister, seine Beerdigung zu verhindern, er soll im Haus verwesen. Der Oberst empfindet es jedoch als seine christliche Pflicht, ihn zu begraben. Auch fühlt er sich dem Doktor verpflichtet, weil dieser ihn nach seinem Schlaganfall (1925) besucht und ihm Mut zugesprochen hat, er werde nicht, wie die Ärzte prophezeiten, sterben, nur sein Bein werde lahm bleiben. Adelaida und Isabel befürchten, dass ihre Familie durch die Beschützung des Doktors und seine Beerdigung von der Bevölkerung geächtet wird. Doch der Oberst erwidert: „Jedenfalls, was geschieht, mußte geschehen.“ Der Bürgermeister überbringt ihm schließlich die Bestattungsgenehmigung. Als vier Landarbeiter das schwere verrostete Tor gewaltsam öffnen und den Sarg ins Freie tragen, gibt es nicht den befürchteten Auflauf protestierender Menschen und der Bürgermeister sagt beruhigend: „Keine Sorge, Oberst. […] Ich glaube sogar, daß niemand mehr im Dorf ist, der sich daran erinnert.“ (Kp. 11)

## Stil
In einer Rahmenhandlung wird erzählt, wie der Oberst mit Tochter und Enkel eine halbe Stunde lang im Zimmer des Toten sitzt und auf die Bestattungsgenehmigung wartet. Von dieser Zeitebene aus erinnern sich die drei Ich-Erzähler (der Alte, die Tochter und der Enkel) an die Geschehnisse in Macondo. Dadurch erfährt der Leser aus verschiedenen Perspektiven schrittweise, wie es zu der gegenwärtigen Situation gekommen ist und in welchen Lebenssituationen die Figuren stehen. In der für Márquez und seinen Magischen Realismus typischen Weise vermischen sich realistische und surreale, geradezu märchenhaft anmutende Handlungselemente, ohne dass zwischen beiden eine klare Grenze gezogen werden kann.

## Rezeption
Als die deutsche Übersetzung von „La Hojarasca“ 1975 erschien, war der Autor bereits durch „Hundert Jahre Einsamkeit“ (1967, dt. 1970) weltweit berühmt und die Literaturkritik würdigte „Laubsturm“ als geniales Frühwerk, das bereits als Keimzelle des großen Macondo-Romans alle wichtigen Merkmale aufweise: den Handlungsort und seine Atmosphäre, das typische Personal, die Prophezeiungen und Vorzeichen des magischen Realismus, die charakteristische Mosaik-Technik der aus unterschiedlichen Perspektiven erzählten Erinnerungen. Eine Bestätigung dieser Bewertung sah man in der Einschätzung des Autors, der für die Publikation sieben Jahre einen Verlag suchte, sein Erstling sei das aufrichtigste und spontanste seiner Werke.
" 'Laubsturm' verhält sich zu 'Hundert Jahre Einsamkeit' wie 'Portrait of the Artist' zu 'Ulysses'. Ein Roman, durchaus eigenständig, knapp und brillant, auf dem Weg zur Meisterschaft" (Frankfurter Rundschau)

## Textausgabe
Gabriel García Márquez: „Laubsturm“. Aus dem Spanischen von Curt Meyer-Clason. Frankfurt/M.: Fischer 2004. (ISBN 3-596-16261-0)